# ماي ليتل بوني: إكويستريا غيرلس: رينبو روكس
ماي ليتل بوني: إكويستريا غيرلس: رينبو روكس (بالإنجليزية: My Little Pony: Equestria Girls: Rainbow Rocks)، فيلم رسوم متحركة أمريكي، أنتجته هاسبرو ستوديوس في العام 2014.و يعتبر الفيلم الثاني من أفلام ماي ليتل بوني وهو فيلم أنيميشن . كُتب بواسطة ميغان ميكاثري وأخرجه جايسون تايسون . الفيلم هو فيلم كندي وأمريكي وقد تم بثُهُ في 27 من سبتمبر 2014 ثم لاحقا على قناة ديسكافوري فاميلي (المشتركة بين شركة هاسبرو وديسكفري كوميونيكيشنز) في 17 من أكتوبر 2014
و كان هذا الفيلم مثل الفيلم الأول حيث حافظ على نفس شخصيات المسلسل . مهور عادية على شكل مراهقين تدرس في مدرسة ثانوية إسمها كانترلوت هاي. وقد تم بثُهُ بين نهاية الموسم الرابع وبداية الموسم الخامس . أما الفيلم فهو يتحدث عن الأميرة توايلايت وهي ترجع إلى كنترلوت هاي لتكمل ما بدأته وتربح في حرب الغناء مع أصدقائها المراهقين بعد أن أصبحت سانست شيمير خيرة من جديد، تفعل كل هذا لتنقذ مدرستها من المبهرات القادمة من إكويستريا التي تتغذى على الطاقة السلبية ــــ وقد واجه الفيلم تفاعلات إيجابية من قبل النقاد حيث إعترفوا أن هذا الفيلم أفضل من الأول .
كما أن هناك فيلما ثالثا وهو ماي ليتل بوني: إكويستريا غيرلس : ألعاب الصداقة وقد عرضت قناة ديسكافوري فاميلي إعلانه والتي ستبثُه في من 26 سبتمبر 2015

## الأصوات العربية
- أميرة هاني - توايلايت سباركل
- ناريمان نيازي - رينبو داش
- وفاء مكي - أبلجاك
- إنجي الغيتم - بينكي باي
- أمل عبد الله - فلاترشاي
- إنجي غنيم - راريتي
- حمدي عباس - سبايك
- نشوى زايد - أداجيو دازل
- نشوى إسماعيل - أريا بلايز
- خولة مصطفى - سوناتا داسك
- أسماء عبد الحميد - أبل بلوم، سكوتالو

### الدبلجة العربية
لم تقم أي قناة بعرض الدبلجة العربية للفلم إلا أنه تم تنزيله على دي في دي وقد تم تنزيل الأغاني الخاص بالفيلم مدبلجة بالعربة على الإنترنات

## الأغاني
مثل الفيلم السابق ماي ليتل بوني: إكويستريا غيرلس . الأغاني قام بتلحينها دانيال أنغرام وميغان ميكاثري فمثلا أغنية ( قوس قزح يعلو الجميع) و( نلمع مثل قوس قزح) قام بكتابتها دانيال أنغرام أما (تعويذة معكوسة) و(تحت سيطرتنا) فبواسطة ميغان وأغنية (هز الذيل) فقد قام بتلحينها في البداية عن طريق آمي كيتينغ روجرز ثم لاحقا قام أنغرام بمراجعتها وتصحيحها .
أما في النسخة العربية فقد قامت هبة الشامى بترجمة الغناء
- قوس قزح يعلو الجميع__ زهرات المطر
- أفضل مما كنا__ زهرات المطر
- حرب الغناء__ المبهرات
- تحت سيطرتنا__ المبهرات
- خدعي تملأ كمي__ تركسي وفريقها
- هز الذيل__ زهرات المطر
- نلمع مثل قوس قزح__ زهرات المطر

## البث التلفزيوني
بث الفيلم لأول مرة في 17 من أكتوبر 2014 على قناة ديسكافوري فاميلي حيث سجل 610000 مشاهد [1]

## الموسيقى التصويرية
تم تنزيل الموسيقى التصويرية على موقع آي تيونز في 10 سبتمبر 2014 ثم بعد ثمانية أيام في 18 من سبتمبر تم تحويلها إلى موقع كيدز ألبوم

### قائمة الموسيقى التصويرية
| # | العنوان             | الكاتب                           | الفريق الغنائي          | المدة |
| - | ------------------- | -------------------------------- | ----------------------- | ----- |
| 1 | قوس قزح يعلو الجميع | دانيال أنغرام                    | زهرات المطر             | 1:40  |
| 2 | أحسن مما كنا        | دانيال أنغرام وميغان ميكاثري     | زهرات المطر             | 1:35  |
| 3 | تحت سيطرتنا         | دانيال أنغرام وميغان ميكاثري     | المبهرات                | 1:51  |
| 4 | خدعي تملأ كمي       | دانيال أنغرام وميغان ميكاثري     | تركسي وفريقها           | 2:06  |
| 5 | هز الذيل            | دانيال أنغرام وآمي كيتينغ روجيرز | زهرات المطر             | 1:59  |
| 6 | مرحبا بكم           | دانيال أنغرام وميغان ميكاثري     | المبهرات وزهرات المطر   | 4:37  |
| 7 | مدهشة كما أريد      | دانيال أنغرام وميغان ميكاثري     | زهرات المطر             | 1:16  |
| 8 | حرب الغناء          | دانيال أنغرام وميغان ميكاثري     | المبهرات                | 2:52  |
| 9 | نلمع مثل قوس قزح    | دانيال أنغرام                    | زهرات المطر وسنسيت شيمر | 2:35  |

### وصلات خارجية
- الموقع الرسمي
- ماي ليتل بوني: إكويستريا غيرلس: رينبو روكس على موقع IMDb (الإنجليزية)
- ماي ليتل بوني: إكويستريا غيرلس: رينبو روكس على موقع ميتاكريتيك (الإنجليزية)
- ماي ليتل بوني: إكويستريا غيرلس: رينبو روكس على موقع روتن توميتوز (الإنجليزية)
- ماي ليتل بوني: إكويستريا غيرلس: رينبو روكس على موقع نتفليكس (الإنجليزية)
- ماي ليتل بوني: إكويستريا غيرلس: رينبو روكس على موقع فيلمافينيتي (الإسبانية)
- ماي ليتل بوني: إكويستريا غيرلس: رينبو روكس على موقع قاعدة بيانات الفيلم (الإنجليزية)
- ماي ليتل بوني: إكويستريا غيرلس: رينبو روكس على موقع ليتربوكسد (الإنجليزية)
- ماي ليتل بوني: إكويستريا غيرلس: رينبو روكس على موقع كينوبويسك (الروسية)